# Генріх III (імператор Священної Римської імперії)
Генріх III (нім. Heinrich III; 28 жовтня 1017 — 5 жовтня 1056, Саксонія) — король Німеччини з 1039 року та імператор Священної Римської імперії з 1046 року з Франконської династії, герцог Баварський з 1027 року (як Генріх VI), герцог Швабський з 1039 року, король Бургундії з 1039 року, син Конрада ІІ та Гізели Швабської.

## Біографічні відомості
Генріх III був обраний королем Німеччини після смерті Конрада ІІ. Згодом був визнаний також як король Італії і Бургундії. Головною опорою Генріха III були міністеріали і лицарство. Його відданим радником і канцлером довгий час був Анно II, який і після його смерті віддано служив його синові Генріху IV.
У 1045 році Генріх ІІІ здійснив похід в Італію, під час якого скинув трьох пап, і навіть кілька разів призначав своїх кандидатів на папський престол. Генріх III протегував Клюнійській реформі, що сприяло посиленню папської влади. Він поставив у залежність від імперії Чехію і Угорщину, підпорядкувавши собі герцога Лотаринзького.
Генріх III роздавав лени (світські) за гроші, чим налаштував проти себе деяких світських феодалів.
Помер 5 жовтня 1056 року від сухот.